# Louis Lewin
Louis Lewin (Tuchola, 9 de novembro de 1850 – Berlim, 1 de dezembro de 1929) foi um farmacologista alemão. Em 1887, ele recebeu sua primeira amostra do cacto peiote do médico John Raleigh Briggs (1851-1907), e mais tarde publicou sua primeira análise metódica, fazendo com que uma variante fosse chamada de Anhalonium lewinii em sua homenagem.
Formado pela Universidade Humboldt de Berlim em 1876, viajou para Munique após se graduar, onde frequentou os laboratórios de Carl von Voit e Max von Pettenkofer. Retornando a Berlim em 1878, tornou-se assistente no instituto farmacológico da universidade e, em 1881, foi admitido na faculdade de medicina como Privatdozent. Em 1897 foi finalmente nomeado professor.
Sua obra Die Nebenwirkungen der Arzneimittel (1881) lida com a fronteira entre a ação farmacológica e toxicológica das drogas e os efeitos colaterais ou indesejáveis de todos os tipos de medicamentos. Uma das tarefas mais duradouras de Lewin foi criar um sistema de classificação de drogas e plantas psicoativas com base em sua ação farmacológica.